# XIX. Armeekorps (Wehrmacht)
Das XIX. Armeekorps der deutschen Wehrmacht, im vollen Titel Generalkommando XIX. (mot.) Armeekorps, war die Bezeichnung für die entsprechende Kommandobehörde, aber auch für den Großverband aus mehreren Divisionen und eigenen Korpstruppen, der von diesem Generalkommando geführt wurde und unter dem Oberbefehl einer Armee oder Heeresgruppe stand.

## Geschichte
Das XIX. Armeekorps wurde am 1. Juli 1939 in Wien im Wehrkreis XVII als motorisiertes Generalkommando ohne eigenen Wehrkreis für die 2. Panzer-Division und die 4. Leichte Division aufgestellt. Kommandierender General war der General der Panzertruppe und spätere Generaloberst Heinz Guderian.

### Polenfeldzug
Beim Angriffskrieg gegen Polen unterstand der Verband der 4. Armee unter General der Artillerie Günther von Kluge, welche der Heeresgruppe Nord unter Generaloberst Fedor von Bock angehörte. Dem Armeekorps wurden die 3. Panzer-Division unter Generalleutnant Leo Geyr von Schweppenburg, die 2. Infanterie-Division (mot.) unter Generalleutnant Paul Bader und die 20. Infanterie-Division (mot.) unter Generalleutnant Mauritz von Wiktorin unterstellt.
Das motorisierte XIX. Armeekorps hatte am Abend des 1. September 1939, mit der 3. Panzer-Division über Praust (Pruszcz) vorstoßend, die Brücke an der Mündung der Sępolna in die Brahe (Brda) in Besitz genommen und einen Brückenkopf auf dem Ostufer gebildet, auf dem die 4. polnische Infanterie-Division festgestellt wurde. In der Mitte der Korpsfront blieb die 2. Infanterie-Division etwas nach hinten zurück, während noch weiter nördlich die 20. Infanterie-Division, an Konitz (Chojnice) vorbeistoßend, Neukirch (Nowa Cerkiew) eingenommen hatte. Das polnische Ulanenregiment 18 der Kavallerie-Brigade „Pomorska“ wurde vor der Division festgestellt (siehe auch Gefecht bei Krojanty).
Am 2. September kam nordöstlich von Konitz ein Brückenkopf über die Brahe in deutsche Hand. Aus der Tucheler Heide führten polnische Einheiten starke Angriffe gegen das Korps in südlicher Richtung, offenbar um der Einkesselung zu entgehen (siehe Schlacht in der Tucheler Heide). Die Ausbruchversuche waren vergeblich, und die polnische Armee „Pomorze“ unter General Władysław Bortnowski verlor fast die Hälfte ihrer Truppen, neben den bereits erwähnten Einheiten auch noch die 9. polnische Infanterie-Division. Es wurden 100 Geschütze erbeutet und 16.000 Mann gefangen genommen.
Mit dem Ende dieser Schlacht war die Verbindung mit der 3. Armee in Graudenz (Grudziądz) hergestellt und der nördliche Teil des polnischen Korridors abgeriegelt. Das XIX. Armeekorps bereitete jetzt seine Verlegung in die Gegend Marienwerder (Kwidzyn) vor, während die 218. Infanterie-Division ab dem 6. September aus der Reserve unter dem Kommando der 3. Armee zur weiteren Bekämpfung der restlichen polnischen Truppen eingesetzt wurde.
Später stieß das Korps von Ostpreußen aus nach Brest-Litowsk vor, wo es mit sowjetischen Truppen zusammentraf. Für die schnellen Vorstöße seines Korps erhielt General der Panzertruppe Guderian am 27. Oktober 1939 das Ritterkreuz des Eisernen Kreuzes.

### Westfeldzug
Während des Westfeldzugs 1940 umfasste das Korps drei Panzerdivisionen und gehörte zur Panzergruppe Kleist. Guderians Korps stieß gemäß dem Sichelschnittplan durch die Ardennen vor, bei Sedan ging es über die Maas. Während der Schlacht bei Sedan lag der Schwerpunkt des Angriffs in der Mitte, wo die Franzosen eine vorspringende Landzunge aufgrund ihrer exponierten Lage evakuiert hatten. Da die Franzosen alle Brücken über die Maas gesprengt hatten, mussten die angreifenden Sturmpioniere und Infanteristen mit Schlauchbooten übersetzen. Die 1. Panzer-Division unter General Kirchner mit zugeteiltem Infanterie-Regiment „Großdeutschland“ (von Schwerin) griff im Zentrum an, die 2. Panzer-Division unter General Veiel weiter westlich bei Donchery und die 10. Panzer-Division (General Schaal) ging durch die südlichen Vororte Sedans vor. Wäre der Gegenangriff der Reserve des französischen X. Korps (General Grandsart) schneller in Gang gekommen, so hätten man den schwachen deutschen Brückenkopf fast problemlos eindrücken können. Durch Aufklärungsflugzeuge vor einem französischen Gegenschlag gewarnt, setzte General Kirchner die 1. Panzer-Division sofort über die Maas und entschied den „Wettlauf nach Bulson“. Guderian ließ zum Schutz des Brückenkopfes Sedan lediglich die 10. Panzer-Division und das Infanterie-Regiment „Großdeutschland zurück und führte die 1. und 2. Panzer-Division auf Montcornet vor, wo man am 16. Mai auf das XXXXI. mot. Armeekorps traf, das den Ort bereits am Vortag genommen hatte.“
Die Panzergruppe Kleist führte danach zügig den Vorstoß zur Kanalküste, bereits am 20. Mai hatte die 2. Panzer-Division Abbeville erreicht und schnitt damit einen großen Teil der französischen Armee und das Britische Expeditionskorps ab. Weil der Kommandierende General entgegen einem Befehl seines Vorgesetzten, General der Kavallerie Ewald von Kleist, handelte und seine langen offenen Flanken beim Vormarsch beharrlich ignorierte, wurde er von diesem am 16. Mai 1940 seines Kommandos enthoben, jedoch von dessen Vorgesetzten Generaloberst Gerd von Rundstedt wieder eingesetzt.
Die Briten unter Lord Gort und die französische 1. Armee unter Befehl von General Blanchard hatten vom 24. bis 27. Mai die Möglichkeit, den Verteidigungsring um Dünkirchen zu verstärken. Am 25. Mai wurde Boulogne von der 10. Panzer-Division eingenommen, doch der Großteil der alliierten Divisionen konnten zuvor über den Seeweg entkommen. Nach der Schlacht von Dünkirchen wurde das XIX. mot. Korps in Gruppe Guderian umbenannt und neu strukturiert. Aus diesem Armeekorps ging am 16. November 1940 die Panzergruppe 2 (auch Panzergruppe Guderian genannt) hervor, welche später in 2. Panzerarmee umbenannt wurde.
Die Korpsnummer XIX wurde 1942 erneut vergeben, als das „Gebirgskorps Norwegen“ in „XIX. Gebirgs-Armeekorps“ umbenannt wurde.

## Führung
Kommandierende Generale
- Generaloberst Heinz Guderian, 1. Juli 1939 – 16. November 1940

Chefs des Generalstabes
- Generalmajor Walther Nehring, 1. Juli 1939 – 24. Oktober 1940,
- Oberstleutnant Kurt Freiherr von Liebenstein, 25. Oktober 1940 – 16. November 1940

Erster Generalstabsoffizier
- Oberstleutnant Fritz Bayerlein, 25. Februar 1940 – 16. November 1940